# 王庸 (元朝)
王庸，字伯常，元朝雄州归信县（今河北省雄县）人。
王庸事奉母亲李氏以孝顺著称。母亲有疾病，王庸夜里向北辰祈祷，叩头出血，后来母亲的病痊愈。母亲去世，哀痛差点绝倒，露宿墓前，早晚悲号。一天晚上，雷雨暴至，邻居拿着寝席前去，想给他遮挡，见王庸所坐卧之地没有沾湿，都惊叹而去。又有蜜蜂数十房，飞来停留其家，每年得蜜蜡，以供祭祀使用。